# Coppa di Croazia (rugby a 15)
La Coppa di Croazia è una competizione ufficiale croata di rugby a 15, organizzata dalla HRS.

## Albo d'oro
| Stagione | Vincitore         | Finalista         |
| -------- | ----------------- | ----------------- |
| 1993     | Nada              |                   |
| 1994     | Jadran-HRM Split  | Zagabria          |
| 1995     | Zagabria          | Jadran-HRM Split  |
| 1996     | Nada              | Makarska Rivijera |
| 1997     | Makarska Rivijera |                   |
| 1998     | Nada              | Makarska Rivijera |
| 1999     | Nada              | Sinj              |
| 2000     | Nada              | Zagabria          |
| 2001     | Makarska Rivijera | Nada              |
| 2002     | Zagabria          | Mladost           |
| 2003     | Zagabria          | Mladost           |
| 2004     | Nada              | Makarska Rivijera |
| 2005     | Nada              | Zagabria          |
| 2006     | Makarska Rivijera | Nada              |
| 2007     | Nada              | Zagabria          |
| 2008     | Nada              | Zagabria          |
| 2009     | Nada              | Zagabria          |
| 2010     | Nada              | Makarska Rivijera |
| 2011     | Nada              | Makarska Rivijera |
| 2012     | Nada              |                   |
| 2013     | Nada              | Lokomotiva        |
| 2014     | Nada              | Sinj              |
| 2015     | Mladost           | Nada              |
| 2016     | Nada              | Makarska Rivijera |
| 2017     | Non disputato     |                   |
| 2018     | Mladost           | Sinj              |
| 2019     | Sinj              | Mladost           |
| 2020     | Mladost           | Sinj              |
| 2021     | Nada              | Zagabria          |
| 2022     | Nada              | Sinj              |
| 2023     | Sinj              | Nada              |
| 2024     | Sinj              | Mladost           |
| 2025     | Sinj              | Zagabria          |

## Vittorie per squadra
| Squadra           | Titoli | Anni |
| ----------------- | ------ | --- |
| Nada              | 18     | 1993, 1996, 1998, 1999, 2000, 2004, 2005, 2007, 2008, 2009, 2010, 2011, 2012, 2013, 2014, 2016, 2021, 2022 |
| Sinj              | 4      | 2019, 2023, 2024, 2025                                                                                     |
| Makarska Rivijera | 3      | 1997, 2001, 2006                                                                                           |
| Zagabria          | 3      | 1995, 2002, 2003                                                                                           |
| Mladost           | 3      | 2015, 2018, 2020                                                                                           |
| Jadran-HRM Split  | 1      | 1994 |